# Panon
Panon – miejscowość i gmina we Francji, w regionie Kraj Loary, w departamencie Sarthe.
Według danych na rok 1990 gminę zamieszkiwało 20 osób, a gęstość zaludnienia wynosiła 8 osób/km² (wśród 1504 gmin Kraju Loary,Panon plasuje się na 1131. miejscu pod względem liczby ludności, natomiast pod względem powierzchni na miejscu 1213.).